# Corydalis ternata
Corydalis ternata är en vallmoväxtart som först beskrevs av Takenoshin Nakai, och fick sitt nu gällande namn av Takenoshin Nakai. Corydalis ternata ingår i släktet nunneörter, och familjen vallmoväxter. Inga underarter finns listade i Catalogue of Life.